# Takayuki Komine
Takayuki Komine (小峯 隆幸?, Komine Takayuki; Prefettura di Saitama, 25 aprile 1974) è un ex calciatore giapponese, di ruolo difensore.